# Shampoo (banda)
Shampoo fue un dúo femenino británico de pop formado en 1993, en Plumstead, Londres, por Jacqui Blake y Carrie Askew. Son mejor conocidas por su único hit de 1994, "Trouble".

## Orígenes
Jacqui Blake y Carrie Askew se conocieron en el instituto Plumstead Manor del barrio londinense de Plumstead, y se hicieron amigas especiales y compañeras de travesuras. A principios de los 90 comenzaron a escribir 'Last Exit', un fanzine dedicado al grupo galés Manic Street Preachers, y llegaron a aparecer en un videoclip del grupo, el del tema 'Little Baby Nothing', en el que colaboraba como vocalista la actriz porno Traci Lords, que no pudo participar en el vídeo. Jacqui y Carrie también tuvieron un fanzine dedicado al grupo Fabulous.
Siendo todavía adolescentes, Jacqui y Carrie formaron Shampoo. Dice la leyenda que el nombre del grupo tuvo su origen en el mote que sus compañeros de instituto les pusieron: "The Shampoo Girls" ("Las Chicas del Champú"), ya que cada vez que un señor las invitaba a salir le contestaban con aquello tan inglés de "I'm washing my hair".

## Carrera musical
En 1993, Icerink Records (un efímero sello discográfico creado por Bob Stanley y Pete Wiggs, de Saint Etienne) publicó el primer single del dúo, 'Blisters and Bruises', con 'Payclean' y 'I love Little Nasty Pussy' como caras B, en formato vinilo rosa de 7 pulgadas. Tanto 'Blisters and Bruises" como su siguiente single, 'Bouffant Headbutt', recibieron críticas muy positivas en revistas como New Musical Express o Melody Maker, pero pasaron desapercibidos para el gran público. 
Tras esos dos primeros singles al más puro estilo girl-punk, Shampoo publicó en 1994 su tema más famoso, 'Trouble' y el álbum 'We Are Shampoo', con un sonido mucho más comercial. El álbum incluía varias canciones de temática bastante inusual. En "Dirty Old Love Song", se mofaban de Mariah Carey y Whitney Houston, que justo el año anterior había colocado en el número 1 una de las baladas más famosas de la historia, "I Will Always Love You". Otro tema, "Shiny Black Taxi Cab", versaba sobre las desagradables consecuencias de una noche de fiesta en la ciudad, y acababa con la voz de un supuesto taxista contándole a un pasajero cómo dos chicas borrachas le habían vomitado dentro del taxi la semana anterior y la anterior a esa. 'Trouble' llegó al número 21 de las listas británicas y abrió al dúo las puertas del famoso programa de televisión Top Of The Pops. También aparecieron en la portada de la revista para adolescentes Smash Hits. 1994 fue, en resumen, un gran año para el grupo, con su música triunfando tanto en los circuitos alternativos como entre el público más comercial, y cosechando especial éxito en Corea (puede que la obsesión de las chicas con los productos de Hello Kitty tuviera algo que ver). "Trouble" se hizo aún más popular al incluirse en la banda sonora de una película de los Power Rangers "Pink is Fun".
Al año siguiente publicaron su segundo disco, 'Girl Power'. El título lo sacaron de un verso de una canción de 1993 de Helen Love (y las Spice Girls acabarían utilizando esta frase como grito de guerra). El dúo seguía siendo enormemente popular en Asia, pero sus compatriotas británicos las habían dejado un poco olvidadas. Su siguiente álbum, 'Absolute Shampoo', se publicó en el año 2000 y sólo en Internet. Poco después, el dúo se separó.

## Estilo
Shampoo combinaban su amor por lo poppy, lo infantil, lo plástico, lo kitsch y lo rosa con una actitud de lo más punk. A menudo citaban entre sus influencias principales a los Sex Pistols, Gary Numan y los Beastie Boys, afirmando a la vez ser fanes incondicionales de East 17 y Take That. Atendían a la prensa con una insolencia casi de manual. Muy a menudo, una terminaba las frases de la otra, y afirmaban que siempre pensaban exactamente lo mismo. Jacqui y Carrie exhibían una actitud provocadora al más puro estilo Johnny Rotten, con toques de ingenuidad a lo "lolita", un sentido del humor muy sarcástico y una imagen de mujeres fuertes pero femeninas a la vez. Esto confundía a la prensa y al público en general, que no acaba de ver a qué tipo de público se dirigía el dúo. Y puede que esto les impidiera prolongar su éxito a nivel comercial, pero también las hizo únicas en una industria que tiende a producir artistas sin personalidad.
En 2007 se reeditó en el Reino Unido el álbum 'We are Shampoo", con las caras B de los sencillos como temas adicionales.

## Discografía

### Sencillos
| Título                       | Posición en listas de RU |
| "Blisters and Bruises"       | N/A                      |
| "Bouffant Headbutt"          | N/A                      |
| "Trouble"                    | 11                       |
| "Viva La Megababes"          | 27                       |
| "Delicious"                  | 21                       |
| "Trouble" (re-release)       | 36                       |
| "Girl Power"                 | 25                       |
| "I Know What Boys Like"      | 42                       |
| "War Paint"                  | Sólo Japón               |
| "Yea Yea Yea (Tell Me Baby)" | Sólo Japón               |

### Álbumes
| Título                    | Información adicional                 |
| We Are Shampoo (1994)     |                                       |
| Delicious (1994)          | Edición japonesa de caras B           |
| Shampoo Or Nothing (1995) | Edición japonesa de 'Girl Power'      |
| Girl Power (1996)         | Edición de RU de 'Shampoo Or Nothing' |
| The Greatest (1998)       | Solo Japón 'Greatest Hits'            |
| Absolute Shampoo (2000)   | Solo internet                         |
| We Are Shampoo (2007)     | Reedición + 6 cara B                  |